# Корчага

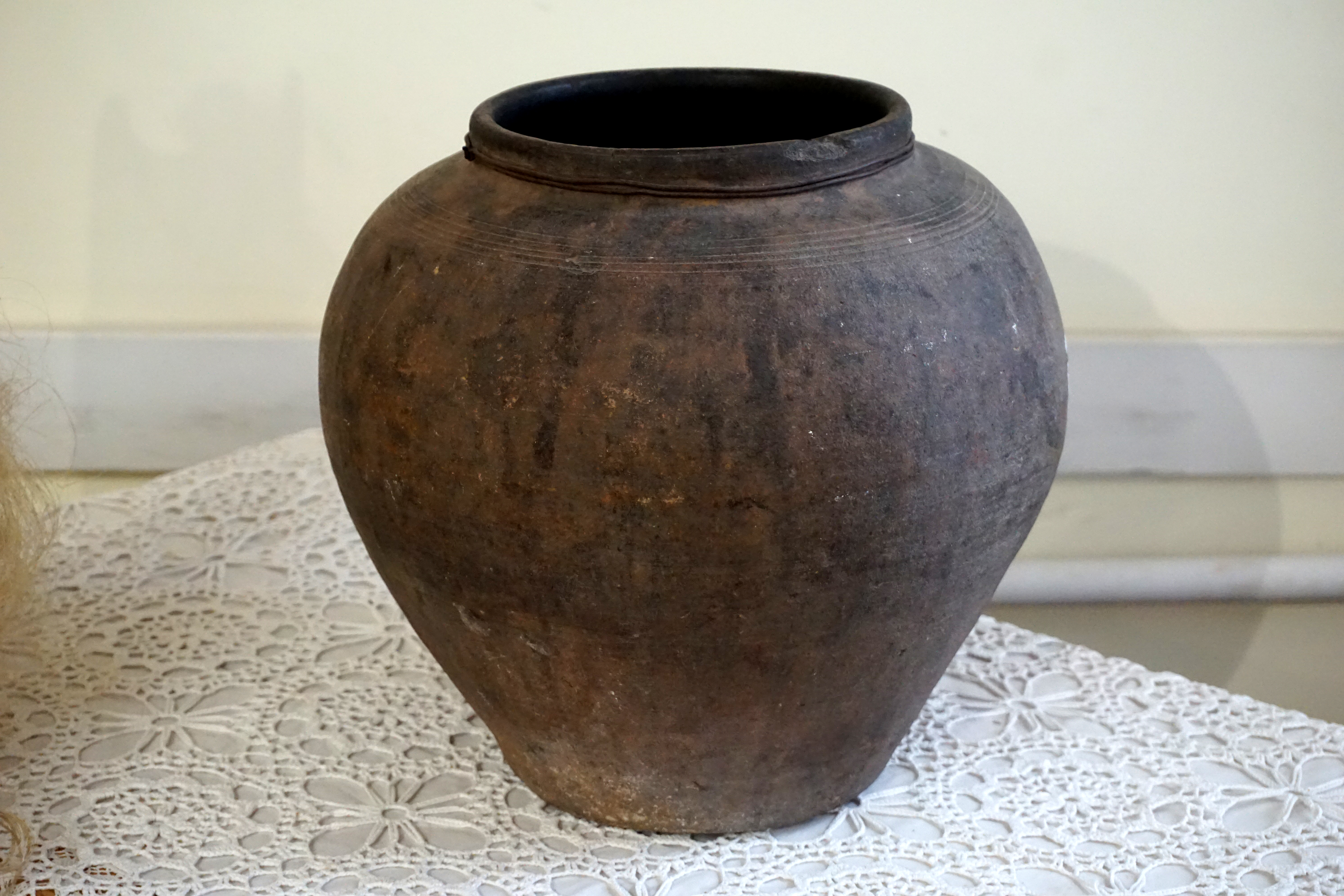
Російська корчага

Корча́га (д.-рус. кърчага) — в Київській Русі в X—XII століттях глиняний посуд з гострим чи круглим дном, розширений доверху, з двома вертикальними петлевидними ручками біля вузької шийки. Схожа на амфору. Використовувалася для перевезення і зберігання зерна та рідини. Уламки часто зустрічаються при розкопках давньоруських міст.
Використовувалася також як міра виноградного вина. Зазвичай корчага вина рівнялася двом відрам. На той час відро не мало єдиного об'єму на всій території Київської Русі (від 12 до 15 л), тому можна лише припустити, що місткість корчаги складала приблизно 25 л.
З XIII століття корчагою на Русі також почали називати великий (висота від 30 до 90 см) глиняний приземистий чи витягнутий доверху горщик з широкою горловиною для кип'ятіння білизни, зберігання зерна, води тощо.
В сучасній українській мові збереглася асоціація слова «корчага» з посудом з вузькою шийкою, в той час як в російській це слово позначає горщик з дуже широкою горловиною.
На думку деяких дослідників, давньоруська корчага як міра об'єму тотожна пізнішій українській мірі, відомій як «носатка».